# Clavigeritae
Super-tribu
Les Clavigeritae forment une super-tribu de coléoptères de la famille des Staphylinidae.

## Systématique
Les Clavigeritae comprennent les tribus suivantes :
- Clavigerini
- Colilodionini
- Tiracerini
- † Protoclavigerini